# 薩凡納香蕉棒球隊
薩凡納香蕉棒球隊（英語：Savannah Bananas），是位于佐治亚州萨凡纳的一支表演性質的棒球队。 球隊成立於 2016 年，自首個賽季起就在格雷森體育場比賽。到 2022 年為止，香蕉隊曾屬於大學夏季棒球海岸平原聯盟（CPL） 西分區 ，贏得了三屆佩蒂特杯冠軍（2016 年、2021 年和 2022 年）。 然而隨著該隊的另類「香蕉棒球」漸受歡迎，香蕉隊已經轉型成表演棒球隊，與合作的對手「派對動物（Party Animals）」以及其他的「挑戰」職業隊伍進行表演赛。 香蕉隊的表演與在網路上竄紅的影片曾受ESPN 、 《华尔街日报》和《運動畫刊》專題報導。 

## 隊史
南大西洋聯盟的薩凡納沙蚊隊於 2015 年 9 月 22 日離開南卡羅來納州哥倫比亞後，海岸平原聯盟（CPL） 宣布薩凡納隊將成為 2016 年加入比賽的新球隊。經過命名活動，於2月25日公佈了新隊伍冠上香蕉隊名，也宣布了標誌和代表色。  
2016年，香蕉隊以CPL西區頭號種子的身份結束了他們的首個賽季，並在季後賽的前兩場比賽中獲得了主場優勢。在第一場比賽中，香蕉隊以 3-2 擊敗了阿什伯勒銅斑蛇隊，隨後又以2-0擊敗森林城貓頭鷹隊，奪得CPL西區冠軍並晉級佩蒂特杯冠軍賽。第一場比賽在格雷森體育場舉行，香蕉隊以 8-4 擊敗了半島飛行員隊，隨後在維吉尼亞州漢普頓的客場以3-4敗給飛行員隊，兩隊進入第三場決勝賽，由香蕉隊以 9-7 獲勝而贏得佩蒂特杯。 香蕉隊在 2016 年和 2017 年均獲選為聯盟年度最佳隊伍。
2022 年夏季聯賽結束後，香蕉隊宣布他們將離開大學業餘球賽，只打「香蕉棒球」。  ESPN+於 2022 年 8 月推出了一部關於該球隊的迷你劇《Bananaland》 。  截至 2023 年，該球隊在TikTok上擁有超過 600 萬粉絲，超過任何 MLB 球隊。 

## 香蕉棒球世界巡迴賽
2021 年，香蕉隊宣布了他們的首次「世界巡迴賽」，他們前往阿拉巴馬州莫比爾，漢克亞倫體育場兩晚門票全部售完，觀眾總數超過 7000 名。 
2022年，香蕉隊在巡迴賽中又增加了四個不同州的六個城市，總共進行了14場「世界巡迴賽」，所有比賽都售罄。 雖然大多數比賽的對手是派對動物隊（類似哈林籃球隊和華盛頓將軍隊之間的關係），但香蕉隊也有「挑戰賽」，與不同的對手進行比賽。第一個挑戰系列賽於 5 月 5 日至 6 日進行，對手是美國職業棒球協會的堪薩斯君主隊，雙方各贏一場比賽。 
2023 年起，由於香蕉隊僅進行表演賽，「世界巡迴賽」增加到 80 多场比赛 。比賽計畫於美國 22 個州的 33 個城市進行，  由2 月 17 日從佛羅里達州棕櫚灘棒球場開始，預計在 9 月 16 日結束於紐約庫珀斯敦。 巡迴賽中也將與查爾斯頓髒鳥隊、南馬里蘭藍蟹隊、佛羅倫薩青年隊等球隊進行挑戰賽，並與堪薩斯城君主隊再度對陣。此外，香蕉隊也與第一個國際對手進行比賽，對手是澳洲水熊隊（Aussie Drop Bears），由澳大利亞的職業球員和大學球員組成。 

## 「香蕉棒球」规则
香蕉隊改變了標準棒球規則而建立了「香蕉棒球」。 自 2020 年 6 月起在主場以及大多數巡迴賽中採用這套規則，但随着时间的推移，规则也不断改進，並在2023年引進了挑戰規則。目前的「香蕉棒球」规则是： 
1. 比賽勝負以點數計算。除最後一局外，每局中得分最多的球隊獲得一點；最後一局每得一分即算一點。且由於後面的規定帶來的時間限制，比賽可能未至九局即結束。除最後一局外，如主場隊伍獲得足夠分數以取勝該局時，該局即提早結束。
2. 比賽時間上限為兩小時； 比賽進行1小時50分鐘後不再開始新局。但如一局開始，該局必須進行至結束。
3. 打者不得踏出擊球區，否則該球自動視為好球。
4. 打者不得進行觸擊，否則自動驅逐出場。
5. 打者可在打擊時任意時間嘗試盜向一壘，包括傳球或暴投時。
6. 保送改稱為「短跑」。得到四壞球後打者可以盡可能地前進，防守方則同時由捕手開始將球傳給所有野手。在四名內野手和三名外野手通通都接觸到球之前，比賽仍屬死球狀態，打者可繼續前進。一般這會讓打者可以進到二壘。
7. 不可走上投手丘。
8. 界外球如被球迷接住，算作出局。
9. 比賽如平手，則進行「攤牌決勝局」（簡化的加賽機制）。這時進攻隊伍的半局，是以打者出局或得分而結束——也就是打者必須嘗試得分。獲得保送的打者直接進到二壘，而進攻方再派出新的打者。攤牌決勝局期間如出現全壘打則由進攻方贏得整場比賽。如果經過一局攤牌局後仍不分勝負，則再進行攤牌決勝局至分出高下為止，但各攤牌決勝局規則又不同： [18]在第一局中，每隊各派一名投手和打者進行對決，防守方僅派出投手、捕手和一名野手。在第二局中，防守方不再派出野手。在第 3局（及以後），野手返回場上，但每個半局都以滿壘開始，每得一分則算一點。
10. 各隊都可挑戰裁判判決：球屬有效或無效，跑壘員是否被觸殺（在本壘板或跑壘道上），以及球是否被接住。如挑戰判決失敗，該隊在後續比賽中就失去挑戰判決權力。在每場比賽也由被選可發起挑戰的球迷決定，可發起一次挑戰。判決的挑戰由轉播團隊進行審查，將結果轉達給裁判。

有時也表演其他非典型棒球活動。例如，2023 年 8 月的一场比赛，投手和打者在每次投球前先玩猜拳：如投手獲勝，打者必須站在非慣用手側打擊；如打者獲勝，投手需要先聲明他將投出何種球路的球。 

## 票房
2016 年，香蕉隊在 25 場主場比賽中總共吸引了超過 80,000 名球迷。該隊的平均入場率（每場3,659名球迷）在全國160支大學夏季球隊中排名第二。  由於 2020 年COVID-19 大流行，球隊將售票數減少至 30%，以確保球迷之間的安全距離。 2021 賽季開始後恢復原先售票數，在 23 場比賽共吸引 86,407 位觀眾，平均每場有 3,757 名球迷，仍領先該賽季所有夏季大學球隊。 

## 进一步阅读
- Healy, Emma. . The Boston Globe. August 18, 2023  [August 18, 2023]. （原始内容存档于2023-08-21）.